# Crítica da Faculdade do Cu
Crítica da Faculdade do Cu é o décimo quinto álbum de estúdio do cantor brasileiro Rogério Skylab, e a última parte de sua "Trilogia do Cu". Totalizando 17 faixas, é o álbum mais longo da trilogia, sendo descrito pelo próprio Skylab como um de "[seus] trabalhos mais complexos e estranhos". Lançado de forma independente em 20 de dezembro de 2019, está disponibilizado para download gratuito no site oficial do músico e para streaming em plataformas como Spotify e iTunes Store. Seu título é um trocadilho com o tratado filosófico de Immanuel Kant Crítica da Faculdade do Juízo, de 1790.
O álbum e a trilogia da qual faz parte como um todo foram originalmente anunciados por Skylab em sua página oficial do Facebook em 7 de março de 2018. Numa entrevista de agosto de 2019, o músico afirmou que o álbum estava em fase de pós-produção e com data de lançamento prevista para o início de janeiro de 2020. Tal como com seu predecessor, Livio Tragtenberg providenciou a pré-mixagem e os samples do álbum, em sua quinta colaboração com Skylab.
Músicos convidados incluem Vovô Bebê (violão e backing vocals em "Homo Sacer") e o cantor de funk carioca cômico MC Gorila (vocais e coautor de "Cabecinha"). "A Marchinha Psicótica de Dr. Soup" é um cover da canção de Júpiter Maçã, e seu terceiro cover por Skylab após "Na Casa de Mamãe" (em Skygirls) e "Eu e Minha Ex" (em Trilogia dos Carnavais: 25 Anos de Carreira ou de Lápide). "Tem Cigarro Aí?" foi regravada da colaboração de 2009 de Skylab com o baixista do Zumbi do Mato Zé Felipe, Rogério Skylab & Orquestra Zé Felipe. "Boceta Bradesco" famosamente teve seu título inspirado por um tweet do YouTuber Pirula. "A Máquina Fantástica" saiu como single em 7 de abril de 2023.
"Caetano de Dedé" alude em seu título ao músico Caetano Veloso e à sua primeira esposa, Andréa "Dedé" Gadelha.

## Faixas
Todas as faixas escritas e compostas por Rogério Skylab, com exceção de "A Marchinha Psicótica de Dr. Soup", por Júpiter Maçã; "Tem Cigarro Aí?", por Skylab e Zé Felipe; e "Cabecinha", por Skylab e MC Gorila. 
| N.º | Título                                                      | Duração |  |
| 1.  | "Crítica da Faculdade do Cu"                                | 5:04    |  |
| 2.  | "A Marchinha Psicótica de Dr. Soup" (cover de Júpiter Maçã) | 6:51    |  |
| 3.  | "Fundo do Mar"                                              | 6:17    |  |
| 4.  | "Homo Sacer" (part. Vovô Bebê)                              | 2:29    |  |
| 5.  | "Tem Cigarro Aí?"                                           | 8:22    |  |
| 6.  | "A Máquina Fantástica"                                      | 3:22    |  |
| 7.  | "Caetano de Dedé"                                           | 5:05    |  |
| 8.  | "Quando Nos Encontramos"                                    | 2:26    |  |
| 9.  | "Cabecinha" (part. MC Gorila)                               | 2:37    |  |
| 10. | "Beijar É Mais Importante que Foder"                        | 4:11    |  |
| 11. | "Sem Fim"                                                   | 2:09    |  |
| 12. | "Boceta Bradesco"                                           | 6:37    |  |
| 13. | "Minha Escola de Samba"                                     | 2:16    |  |
| 14. | "O Aleijado"                                                | 3:53    |  |
| 15. | "Hieróglifos"                                               | 4:47    |  |
| 16. | "Iemanjá"                                                   | 3:01    |  |
| 17. | "Segredos"                                                  | 3:59    |  |

## Créditos
- Rogério Skylab – vocais, backing vocals (faixa 9), produção
- Vovô Bebê – violão, backing vocals (faixa 4)
- MC Gorila – vocais (faixa 9)
- Thiago Martins – guitarra
- Yves Aworet – baixo
- Alex Curi – bateria
- Livio Tragtenberg – pré-mixagem, samples
- Vânius Marques – mixagem, masterização
- Solange Venturi – fotografia
- Carlos Mancuso – arte de capa